# Aeroporto di Ouagadougou
L'aeroporto di Ouagadougou (IATA: OUA, ICAO: DFFD) è un aeroporto burkinabè situato nel centro di Ouagadougou, la capitale, ed è per numero di passeggeri il principale scalo aereo dello stato africano.
La struttura si estende su una superficie di circa 426 ha ed è posta a un'altitudine di 316 m / 1 037 ft sul livello del mare, è dotata di due piste d'atterraggio, la principale, con superficie in asfalto lunga 3000 m e larga 45 m e orientamento 04L/22R, equipaggiata con impianto di illuminazione ad alta intensità (HIRL) e sistema di assistenza all'atterraggio PAPI, e la seconda con orientamento 04R/22L da 1 900 x 30 m con superficie in laterite.
Per ragioni di sicurezza e di sviluppo del centro di Ouagadougou, è stato deciso di spostare l'aeroporto a circa 25 km nord della città, presso il villaggio di Donsin. La nuova infrastruttura avrebbe dovuto sostituire l'aeroporto internazionale di Ouagadougou nel 2021. Successivamente il completamento dei lavori è stato posticipato al 2025.

## Statistiche
Questo grafico non è disponibile a causa di un problema tecnico.
Si prega di non rimuoverlo.
Vedi la query Wikidata di origine.